# サム・ラーション
サム・ラーション（スウェーデン語: Sam Larsson, 1993年4月10日 - ）は、スウェーデン出身のサッカー選手。元スウェーデン代表。ポジションはフォワード。スュペル・リグ、アンタルヤスポル所属。
兄にサッカースウェーデン代表選手のダニエル・ラーションがいる。

## 来歴
IK Zenithを経て、2010年にヨーテボリのユースに加入、2012年夏にファーストチームに昇格した。同年10月にトップチームにデビュー。翌年3月には新シーズンのリーグ戦初戦で初のスタメン出場を果たし、即座に1ゴール2アシストの大活躍を見せた。この試合後にGöteborgの監督 Mikael Stahreがそのボールスキルを「スウェーデン系ブラジル人」と評したことで、サンバ･サム(‘Samba Sam’)の愛称が付けられた。
2014年8月、オランダのヘーレンフェーンに移籍した。ヘーレンフェーンでは三年間でリーグ戦86試合23得点30アシストを記録。さらにサンバ･サムの愛称通り、この期間エールディヴィジ最多223回のドリブル成功も記録している。
2015年、UEFA U-21欧州選手権2015のメンバーに選出され、優勝した。
2016年11月、ハンガリー戦でスウェーデン代表デビューを飾り、初得点を記録した。
2017年夏のプレシーズンにステップアップを希望し、sc ヘーレンフェーンのフロントと対立。トレーニングキャンプに参加しないなど衝突してエールディヴィジ開始後もリザーブチームでのトレーニングを続けることに。高額な移籍金のために国外の選択肢を選ぶかと思われたが、友人のジョン・グイデッティの薦めもあり、8月21日にフェイエノールトに移籍が決定、4年契約を結んだ。ヘーレンフェーンとの経緯については「いくつかの約束が守られなかった」とのみコメントしている。フェイエノールトが払った移籍金は推定で700万ユーロ超で、2003年のダンコ・ラゾヴィッチと並ぶクラブ史上最高額獲得選手の一人となった。
2020年2月28日、大連人職業足球倶楽部に2年契約で移籍した。

## タイトル

### クラブ
IFKヨーテボリ
- スヴェンスカ・クッペン：1回
  - 2012-13

フェイエノールト
- KNVBベーカー：1回
  - 2017-18
- ヨハン・クライフ・スハール：1回
  - 2018

### 代表
U-21スウェーデン代表
- UEFA U-21欧州選手権：1回
  - 2015